# Gens Calpúrnia

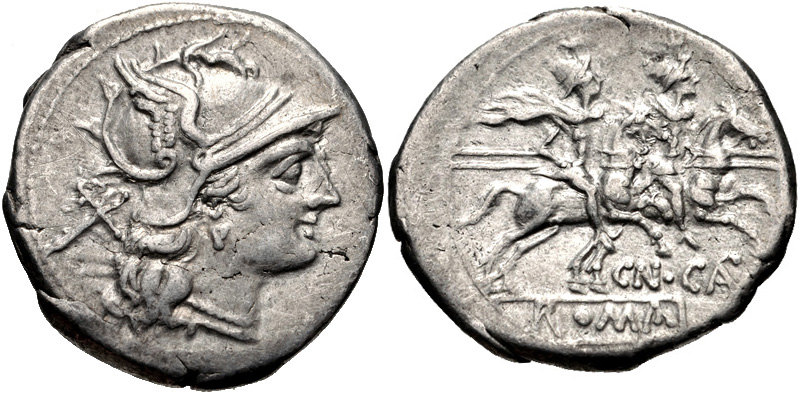
Denari amb la inscripció Calpurnia

La gens Calpúrnia, en llatí: Calpurnia(singular) i Calpurnii (plural), va ser una família romana considerada d'origen plebeu, tot i que es deien descendents de Calpus el tercer dels quatre fills del rei Numa Pompili. No es mencionen abans de la Primera Guerra Púnica. El primer cònsol de la família va ser Gai Calpurni Pisó l'any 180 aC, però després molts membres de la família van exercir el càrrec i els Pisons van convertir-se en una de les famílies principals de Roma. Dues lleis importants, la Lex Calpurnia de Repetundis del 149 aC i la lex Acilia Calpurnia del 67 aC són degudes a membres d'aquesta gens.

## L'origen de la gens
Els Calpurni es declaraven descendents de Calpus, el fill de Numa Pompili, el segon rei de Roma, i en conseqüència ens trobem amb el cap de Numa en algunes de les monedes fetes encunyar per aquesta gens.

## Praenomina usats per la gens Calpúrnia
Els principals praenomen que van emprar preferentment a la gens Calpúrnia van ser: Lucius («il·luminat»), Gaius («el qui gaudeix»), Marcus (relacionat amb el nom del déu Mart), i Gnaeus («nascut amb una marca distintiva»).

## Branques de la gens Calpúrnia
Els cognomina que van portar en temps de la república són: Bestia, Bibulus, Flamma i Piso
Pisó va ser la branca més important de la gens Calpúrnia. Es tracta d'un cognom que deriva de l'antic verb pisere o pinsere relacionat amb l'activitat de la molta del gra. Va ser una branca que es va originar durant la Segona Guerra Púnica i no es tenen més dades sobre com va sorgir, però van arribar a fer-se cèlebres i al segle I eren la família més important després de la família de l'emperador. Molts dels Pisons van portar aquest cognom tot sol, però altres van afegir un segon cognom o agnomina: els Caesoninus (Cesoní) i els Frugi.

## Membres destacats
Per informació sobre les abreviacions: c. n. f. vegeu: filiació.

### Primers Calpurnis
- Marcus Calpurnius Flamma, tribunus militum el 258 aC, durant la Primera Guerra Púnica, va dirigir una missió per alliberar l'exèrcit del cònsol Aule Atili Calatí.[8]

### Calpurnis Pisons

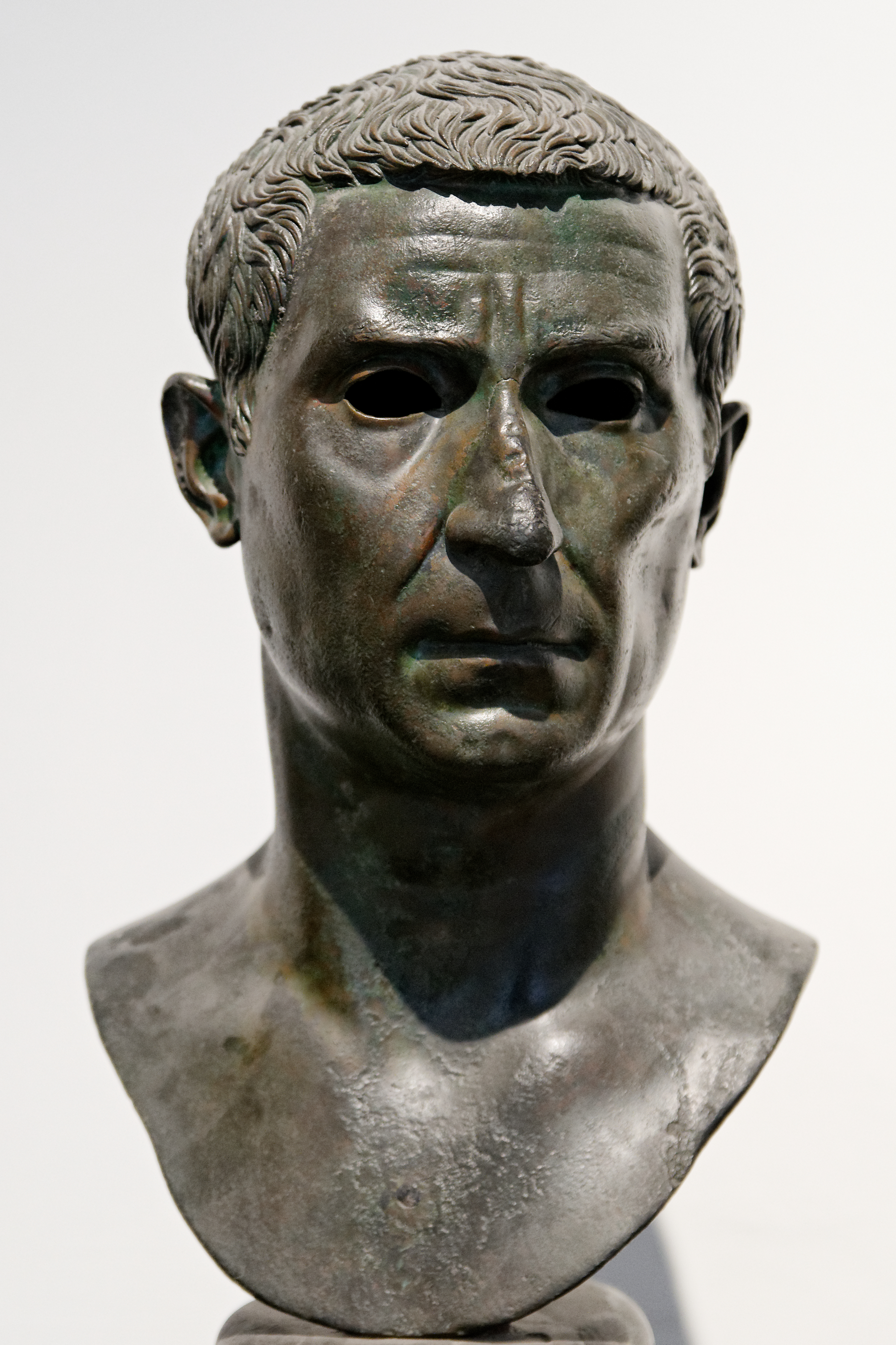
Lucius Calpurnius Piso Caesoninus (cònsol 15 aC)

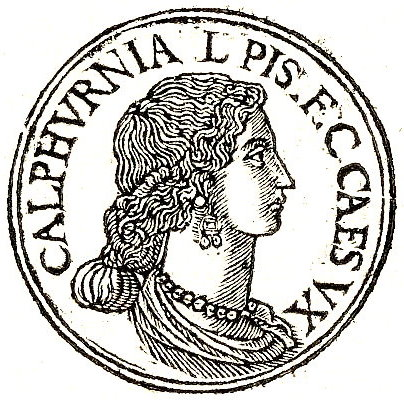
Calpúrnia, esposa de Juli Cèsar

- Gaius Calpurnius C. f. Piso, pretor el 211 aC.[9]
- Gaius Calpurnius C. f. C. n. Piso, cònsol el 180 aC, va obtenir un triomf sobre els Lusitans i els Celtibers.
- Lucius Calpurnius (C. f. C. n.) Piso, enviat d'ambaixador a Sició, ciutat de la província Acaia el 198 aC.[10]
- Lucius Calpurnius C. f. C. n. Piso Caesoninus, originari de la gens Cesònia i adoptat pels Calpurnii; cònsol el 148 aC.
- Lucius Calpurnius L. f. C. n. Piso Caesoninus, cònsol el 112 aC.
- Lucius Calpurnius L. f. L. n. Piso Caesoninus, va manufacturar armes durant la guerra social (91–88 aC).[11]
- Lucius Calpurnius L. f. L. n. Piso Caesoninus, cònsol el 58 aC, sogre de Juli Cèsar.[12]
- Calpurnia L. f. L. n., segona esposa de Juli Cèsar.[13]
- Lucius Calpurnius L. f. L. n. Piso Caesoninus, cònsol l'any 15 aC.[14]
- Lucius Calpurnius L. f. L. n. Piso Caesoninus, fill gran del cònsol de l'any 15 aC.[15]
- Lucius Calpurnius L. f. C. n. Piso Frugi, cònsol el 133 aC, impulsor de la Lex Calpurnia de Repetundis.[16]
- Lucius Calpurnius L. f. L. n. Piso Frugi, pretor a la Hispània Ulterior el 112 aC.
- Lucius Calpurnius L. f. L. n. Piso Frugi, pretor el 74 aC, qui va frustrar alguns plans del seu col·lega Verres.[17]
- Gaius Calpurnius L. f. L. n. Piso Frugi, qüestor el 58 aC, casat amb Tul·liola, filla de Ciceró.
- Gnaeus Calpurnius Piso, cònsol el 139 aC.[18]
- Quintus Calpurnius Piso, cònsol el 135 aC, enviat a conquerir Numantia, però en lloc d'atacar la ciutat va saquejar Pallantia.[19][20][21]
- Calpurnius Piso, pretor el 135 aC, derrotat en la Primera Guerra Servil.[22]
- Calpurnius Piso, va lluitar contra els tracis cap al 104 aC.[23]
- Gaius Calpurnius, cònsol el 67 aC.[24]
- Gnaeus Calpurnius Piso, llegat de Gneu Pompeu Magne durant la guerra contra els pirates i la Guerra contra Mitridates.
- Gnaeus Calpurnius Piso, un dels conspiradors de Catilina, propretor a Hispània Citerior el 65 aC.
- Marcus Pupius Piso, originalment Calpurnii, va ser adoptat per Marcus Pupius.[25]
- Marcus Piso, pretor el 44 aC, contrari a Marc Antoni, motiu pel qual va ser lloat per Ciceró.[26]
- Gnaeus Calpurnius Cn. f. Cn. n. Piso, del partit de Pompeu, de Brut i Cassius; posteriorment perdonat i nomenat cònsol el 23 aC.[27]
- Gnaeus Calpurnius Cn. f. Cn. n. Piso, cònsol l'any 7 aC, acusat de matar Germànic Cèsar.
- Lucius Calpunius Piso, cònsol de l'any 1.[28]
- Lucius Calpurnius Piso, acusat d'atemptar contra la vida de Tiberi l'any 24.
- Lucius Calpurnius Piso, pretor a Hispània Citerior l'any 25.[29]
- Lucius Calpurnius Cn. f. Cn. n. Piso, cònsol l'any 27.
- Marcus Calpurnius Cn. f. Cn. n. Piso, el jove, fill del cònsol de l'any 7 aC, acusat juntament amb el seu pare i el seu germà Gneu de la mort de Germànic Cèsar, però perdonats per Tiberi.[30]
- Gaius Calpurnius Piso, cònsol de l'any 41 sota l'emperador Claudi, acusat de la conspiració contra Neró l'any 65.
- Lucius Calpurnius Piso L. f. Cn. n. Piso, cònsol l'any 57 sota l'emperador Neró.
- Lucius Calpurnius Piso Licinianus, nomenat hereu per l'emperador Galba i assassinat per ordre de Marc Salvi Otó l'any 69.
- Calpurnius C. f. Piso Galerianus, fill del cònsol de l'any 41, va ser assassinat per Licini Mucià, el prefecte de Vespasià.[31]
- Gaius Calpurnius Piso, cònsol l'any 111.
- Calpurnius Piso, cònsol l'any 175, sota l'emperador Commode.[32]
- Lucius Calpurnius Piso Frugi, usurpador mencionat a la Història Augusta.

### Calpurnii Bestiae
- Lucius Calpurnius Bestia, cònsol l'any 111 aC, va dirigir la guerra de Jugurta, al començament amb gran vigor, però en rebre un suborn va arribar a un tractat de pau.[33]
- Calpúrnia, esposa de Publi Antisti i mare d'Antístia i sogra de Gneu Pompeu Magne.[34]
- Lucius Calpurnius Bestia, tribú de la plebs l'any 62 aC, un dels conspiradors de Catilina.[35]
- Lucius Calpurnius Bestia, potser el mateix home que va ser tribú de la plebs el 62, mencionat com a candidat a cònsol l'any 57 aC però sense aconseguir-ho.

### Calpurnii Bibuli
- Marcus Calpurnius Bibulus, cònsol l'any 59 aC, contrari a Juli Cèsar i partidari de Gneu Pompeu Magne durant la guerra civil.[36]
- Calpurnius Bibulus, nom de dos fills de l'anterior, el praenomina dels quals es desconeix. Van morir a mans dels soldats d'Aule Gabini a Egipte, l'any 50 aC.[37][38]
- Lucius Calpurnius Bibulus, fill adoptiu de Brut, va ser perdonat per Marc Antoni i nomenat governador de Síria per August.

### Altres
- Calpurnius, el portador de l'estendard de la primera legió, destinada a Germània en temps de Tiberi l'any 14. Va evitar que els soldats de Germànic Cèsar morissin en mans de Munatius Plancus, l'enviat del senat romà.[39]
- Calpurnius Salvianus, va acusar Sextus Marius l'any 25, però Tiberi va rebutjar l'acusació i va ser expulsat pels membres del senat.[40]
- Calpúrnia, concubina de l'emperador Claudi, enviada per Narcís a informar l'emperador del matrimoni entre Valèria Messal·lina i Gai Sili.[41]
- Calpúrnia, dona de classe alta, exiliada per la gelosia d'Agrippina, l'esposa de Claudi, però va tornar després de la mort d'aquesta reclamada per Neró.[42]
- Calpurni Fabat, un cavaller romà acusat de diversos crims durant el regnat de Neró. Va ser l'avi de Calpúrnia, la tercera esposa de Plini el jove.[43]
- Calpúrnia, la tercera esposa de Plini el Jove.[44]
- Calpurnius Asprenas, nomenat governador de Galàcia i de Pamfília per l'emperador Galba; va induir els partidaris de Neró, caigut en desgràcia, a matar-lo.[45]
- Calpurnius Crassus, exiliat a Tarentumper conspirar contra l'emperador Nerva i mort per promoure una segona conspiració contra Trajà.[46][47]
- Calpurni Flac, retòric contemporani d'Hadrià.[48][49]
- Titus Calpurnius Siculus, poeta, probablement de la segona meitat del segle iii.